# Мелихов, Александр Мотелевич
Александр Мотелевич Мелихов (настоящая фамилия Мейлахс; род. 29 июля 1947, Россошь, Воронежская область) — советский и российский писатель, публицист, литературный критик, главный редактор журнала «Нева». Член Союза писателей Санкт-Петербурга.

## Биография
Родился в семье Мотеля Аврумовича Мейлахса и Любови Кузьминичны Кириченко. Окончил математико-механический факультет Ленинградского университета, работал в НИИ прикладной математики при ЛГУ; кандидат физико-математических наук.
Как прозаик печатается с 1979 года. Проза опубликована в журналах «Нева», «Звезда», «Новый мир», «Октябрь», «Знамя», «Дружба народов», «22», «Nota Bene» (Израиль), «Зарубежные записки» (Германия) и др.
Автор книг «Провинциал», «Весы для добра», «Исповедь еврея», «Горбатые атланты, или Новый дон Кишот», «Роман с простатитом», «Нам целый мир чужбина», «Чума», «Красный Сион», «Любовь-убийца», «Мудрецы и поэты», «Интернационал дураков», «Биробиджан — земля обетованная», «Тень отца», «Республика Корея: в поисках сказки», «Дрейфующие кумиры», «Броня из облака», вышедших в издательствах «Советский писатель», «Новый Геликон», «Лимбус Пресс», «Вагриус», «Ретро», «Время», «Прозаик», «Текст», «АСТ», «Журнал „Нева“». Романы «Нам целый мир чужбина», «И нет им воздаяния» и «Свидание с Квазимодо» входили в шорт-лист премии «Русский Букер».
Также автор книги «Диалоги о мировой художественной культуре» и нескольких сот журнально-газетных публикаций.

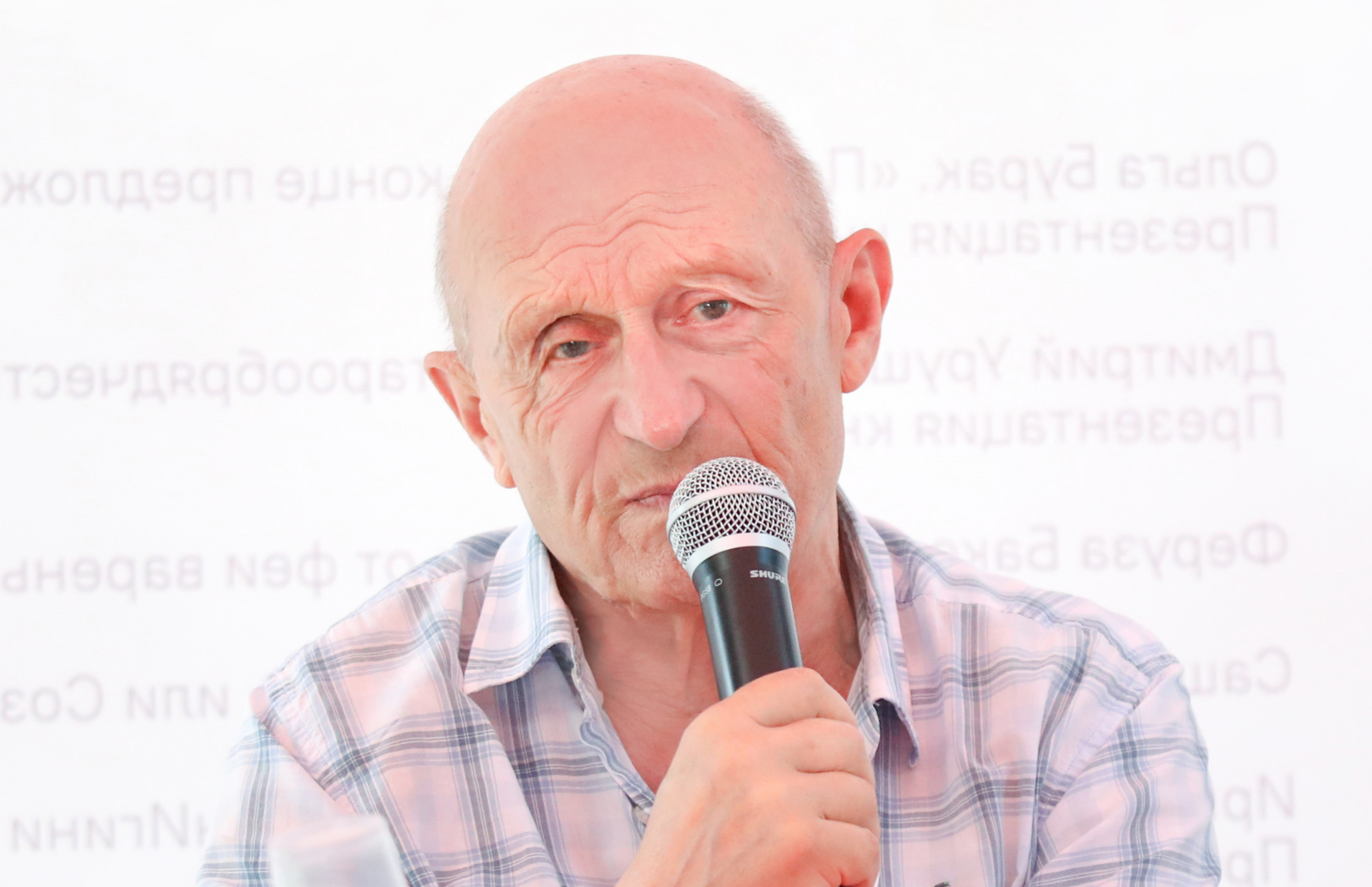
Писатель Александр Мелихов на книжном фестивале «Китоврас» — 2023 в г. Владимире

В последние[какие?] годы Мелихов развивает концепцию «человека фантазирующего», рассматривая историю человечества как историю зарождения, борьбы и распада коллективных грёз.

## Публикации
- 1986 — Провинциал: Рассказы. — Л.: Советский писатель.
- 1989 — Весы для добра: Повести. — Л.: Советский писатель.
- 1994 — Исповедь еврея: Роман. Повесть / Предисл. А. Житинского. — СПб.: Новый Геликон. (Переиздано в 2004 г. изд-вом «Лимбус Пресс»).
- 1995 — Горбатые Атланты, или Новый Дон Кишот: Роман. — СПб: Новый Геликон.
- 1997 — Роман с простатитом. — СПб.: Лимбус Пресс.
- 2003 — Чума. — М.: Вагриус.
- 2003 — Нам целый мир чужбина. — СПб.: Ретро.
- 2003 — Диалоги о мировой художественной культуре. — М: МИОО.
- 2005 — Красный Сион: Роман / Александр Мейлахс. — СПб.-М.: Лимбус Пресс.
- 2005 — Зеркало. — СПб.: Журнал «Нева».(В соавторстве с Е. Вяхякуопус).
- 2008 — Любовь-убийца. — СПб.: Лимбус Пресс.
- 2008 — Мудрецы и поэты. — М.: Время.
- 2009 — Биробиджан — Земля обетованная. — М.: Текст.
- 2010 — Интернационал дураков. — М.: Прозаик.
- 2011 — Тень отца. — М.: АСТ.
- 2011 — Республика Корея: в поисках сказки. — СПб.: Лимбус Пресс.
- 2011 — Дрейфующие кумиры. — СПб.: Журнал «Нева».
- 2012 — Броня из облака. — СПб.: Лимбус Пресс.
- 2013 — Колючий треугольник. — СПб.: Пушкинский фонд.
- 2013 — Бессмертная Валька. — СПб.: Союз писателей Санкт-Петербурга.
- 2014 — Каменное братство. — СПб.: Лимбус Пресс.
- 2014 — Как сохранить радость жизни в трудное время. — СПб.: Журнал «Звезда». (В соавторстве с Е. Вяхякуопус).
- 2015 — И нет им воздаяния. — М.: Эксмо.
- 2016 — Воскрешение Лилит. — М.: Эксмо.
- 2016 — Испытание верности. — М.: Эксмо.
- 2016 — Краденое солнце. — М.: Эксмо.
- 2016 — Свидание с Квазимодо. — М.: Эксмо.
- 2016 — Былое и книги. — СПб.: Лимбус Пресс.
- 2017 — Застывшее эхо. — СПб.: Лимбус Пресс.
- 2017 — Заземление. — М.: Эксмо.
- 2018 — В долине блаженных. — М.: Эксмо (Новая, дополненная версия романа «Интернационал дураков»).
- 2018 — Под щитом красоты. — М.: Эксмо.
- 2020 — Тризна. — М.: Эксмo.
- 2023 — Сапфировый альбатрос. — М.: Время.
- 2024 — Испепеленный. — М.: Время.

## Премии
- Набоковская премия Союза писателей Петербурга (1993)[12]
- Премия петербургского ПЕН-клуба (1997)[12]
- Студенческий Букер (2001)
- Премия им. Гоголя (2003, 2009, 2011, 2017)
- Премия правительства Санкт-Петербурга (2006, 2023)
- Премии «Учительской газеты» «Серебряное перо» (1999)[13] и «Золотое перо» (2001)
- Полдень (2009)
- Премия фонда «Антифашист»
- Победитель международного лермонтовского конкурса «Белеет парус одинокий» в номинации «Созвучие» (2014)
- Премия журнала «Иностранная литература» (2015)
- Премия журнала «Звезда» (2017)
- Премия журнала «Зинзивер» (2017)
- Победа на конкурсах эссе журнала «Новый мир» к 150-летию И. Бунина, 200-летию А. Фета (2020), к 120-летию Н. Заболоцкого (2023), Год лейтенантской прозы (2024)
- Международная премия имени Фазиля Искандера (2022)
- Международная премия имени И. А. Гончарова (2023)
- Победитель Национального конкурса «Книга года — 2023» в номинации «Проза года» за роман «Сапфировый альбатрос», «Время», М.: 2023
- Победитель Конкурса эссе к 220-летию Федора Тютчева журнала «Новый мир»(2023)
- Почетная премия «Неистовый Виссарион» за вклад в развитие критической мысли (2024)
- Победитель Конкурса эссе к 130-летию Юрия Тынянова журнала «Новый мир»(2024)
- Победитель Конкурса эссе к 100-летию Юрия Трифонова журнала «Новый мир»(2025)

## Семья
Сын Павел Мейлахс (26.12.1967 — 7.9.2021) — математик, программист, писатель.
Сын Петр Мейлахс (р. 1972) — кандидат социологических наук, публицист.